# (18434) Mikesandras
(18434) Mikesandras est un astéroïde de la ceinture principale.

## Description
(18434) Mikesandras est un astéroïde de la ceinture principale. Il fut découvert le 12 mars 1994 à l'Observatoire Palomar par Carolyn S. Shoemaker et David H. Levy. Il présente une orbite caractérisée par un demi-grand axe de 2,44 UA, une excentricité de 0,23 et une inclinaison de 24,9° par rapport à l'écliptique.

## Compléments